# 한사기
한사기(韓謝奇, 생몰년 미상)는 고려 후기의 문신으로, 본관은 청주(淸州)이다. 한악(韓渥)의 아버지이다.

## 생애
음서로 벼슬을 시작한 듯하다.
1275년(충렬왕 원년) 왕이 새로 뚤루게(禿魯花)를 정하고, 이들에게 3등급을 특진시킨 다음 직급을 주었는데, 그 중에서 한사기는 20세도 되지 않은 나이에 8품으로 특진되어 많은 사람들의 비난을 받았다.
1279년(충렬왕 5) 김흔(金忻)·원정(元貞)·박원굉(朴元浤)·허평(許評)·홍순(洪順)·설지충(薛之冲)·이우(李瑀)·김심(金深) 등 24인과 함께 3등급을 뛰어오른 관직을 제수받고 원에 뚤루게로 갔는데, 한사기는 이 때 가족을 데리고 원에 갔다.
같은 해 본국에서 문과에 급제하였으며, 이후 총랑(摠郞)을 거쳐 관직이 우사의대부(右司議大夫)·보문각제학(寶文閣提學)·지제고(知制誥)에 이르렀다.
사후에 아들 한영(韓永)이 원에서 하남부총관(河南府摠管)까지 지내며 부귀를 누리자, 한림직학사(翰林直學士)·고양현후(高陽縣侯)에 추증되었다.

## 가족 관계
- 증조 - 한희유(韓希愈)[5] : 검교신호위상장군(檢校神虎衛上將軍)·행의장부별장(行儀仗府別將)
  - 조부 - 한광윤(韓光胤)[5] : 예빈경(禮賓卿), 증(贈) 수사공(守司空)·좌복야(左僕射)
    - 아버지 - 한강(韓康, 1228년 ~ 1303년)[5] : 도첨의중찬(都僉議中贊)·수문전대학사(修文殿大學士)·감수국사·판전리사사(判典理司事)·세자사(世子師), 증 첨태상예의원사(僉太常禮儀院事)·고양현백(高陽縣伯)[6], 문혜공(文惠公)
      - 어머니 - 예빈주부동정(禮賓注簿同正) 임전우(任全祐)의 딸[5]
        - 동생 - 한사겸(韓謝謙) : 초명 한수연(韓守延), 직사관(直史館)
        - 동생 - 한보(韓譜)
        - 첫째부인 - 도첨의중찬·상호군(上護軍)·판전리사사 채인규(蔡仁揆, 1230년 ~ 1303년)의 차녀[7]
        - 둘째부인 - 정씨(鄭氏)[3]
          - 장남[8] - 한악(韓渥) : 도첨의우정승(都僉議右政丞)·상당부원군(上黨府院君), 사숙공(思肅公), 충혜왕(忠惠王)의 배향공신
          - 차남 - 한영(韓永 1285년 ~ 1348년) : 원나라 하남부총관(河南府摠管)
          - 딸 - 여산 송운(宋惲)광정원윤(匡靖元尹), 子 - 송선(宋璿)태종비(太宗妃) 원경왕후(元敬王后)의 외조(外祖)(여산송씨족보)